# Heliosia perichares
Heliosia perichares là một loài bướm đêm thuộc phân họ Arctiinae, họ Erebidae.